# La Chaize-le-Vicomte
La Chaize-le-Vicomte là một xã ở tỉnh Vendée trong vùng Pays de la Loire, Pháp. Xã này có diện tích km², dân số năm 2006 là người. Xã này nằm ở khu vực có độ cao trung bình 93 mét trên mực nước biển..

## Biến động dân số
| Năm    | 1962  | 1968  | 1975  | 1982  | 1990  | 1999  | 2006  |
| ------ | ----- | ----- | ----- | ----- | ----- | ----- | ----- |
| Dân số | 2 035 | 2 037 | 2 081 | 2 218 | 2 287 | 2 443 | 2 981 |